# ジョリーグリーンジャイアント

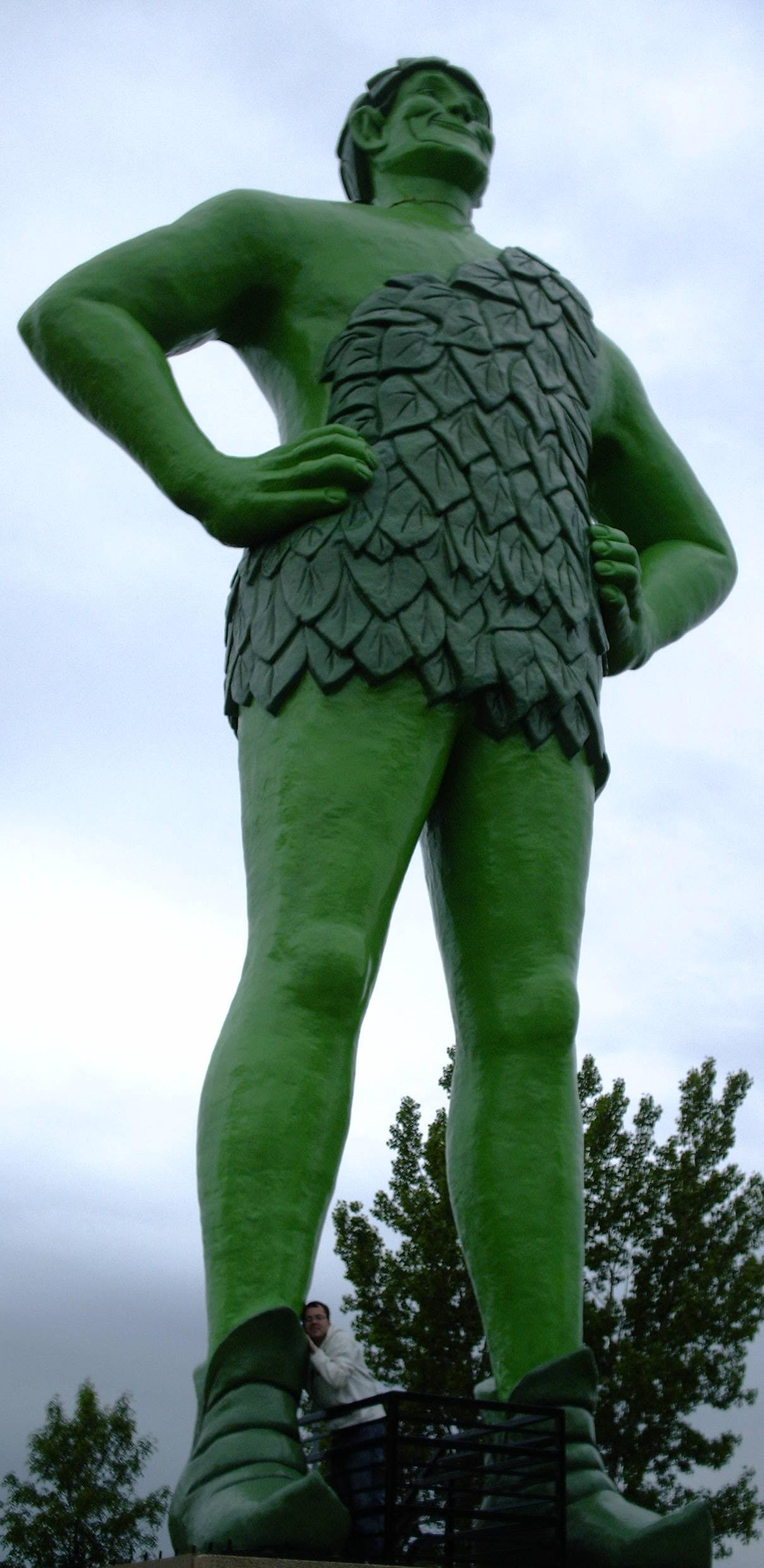
ジョリーグリーンジャイアント

ジョリーグリーンジャイアント (Jolly Green Giant) は、アメリカ合衆国の食品加工会社ゼネラル・ミルズ社（1979年から2001年まではピルズベリー社、1979年以前はグリーン・ジャイアント社）のマスコット。緑色の肌にチュニックと木の葉で出来たブーツを身につけ、いつも笑顔でいる。
また、ベトナム戦争中のアメリカ空軍が戦闘捜索救難任務（CSAR; 敵地にて撃墜された航空機搭乗者などの救出任務）の専用機として開発したHH-3Eのニックネームでもある。
日本では日本たばこ産業（JT）が1998年2月にピルスベリージャパンの食品事業を取得し、ジェイティフーズを販売元として「グリーンジャイアント」ブランドで冷凍野菜食品を販売していた。後にJTグループの事業再編に伴い、販売元をテーブルマーク（旧・加ト吉）へと移して商品展開を続けていたが、2013年3月にJTとゼネラル・ミルズ社との契約が終了したのを受け、日本国内での販売も終了している。